# キサンチン
キサンチン (xanthine) はプリン塩基の一種で、ほとんどの体組織や体液に見られる有機化合物である。
キサンチンは生体内でプリン化合物が分解したときに生じ、キサンチンデヒドロゲナーゼ（キサンチンオキシダーゼ）の作用により尿酸へと変えられる。遺伝子疾患の一種のキサンチン尿症では、このキサンチンオキシダーゼが不足してキサンチンから尿酸への変換が滞ってしまう。
有機合成では、グアニンの希硫酸溶液に亜硝酸ナトリウムを作用させるとキサンチンが得られる。

## 誘導体

キサンチンの誘導体の一般構造

キサンチンの誘導体を総称としてキサンチン類と呼ぶことがある。
カフェインやパラキサンチン、テオフィリン、テオブロミン（チョコレートに含まれる）はそれぞれ、キサンチンがメチル化された誘導体である。これらの化合物はホスホジエステラーゼ阻害薬、アデノシンのアンタゴニストとしての作用を持つ。ほか、キサンチンを塩基として持つ核酸がまれに存在する。
| 名称           | R1  | R2  | R3  |
| -------------- | --- | --- | --- |
| カフェイン     | CH3 | CH3 | CH3 |
| テオフィリン   | CH3 | CH3 |     |
| テオブロミン   |     | CH3 | CH3 |
| パラキサンチン | CH3 |     | CH3 |

キサンチン類はアルカロイドの一群を占め、穏和な興奮剤、気管支拡張剤としての効果から気管支喘息の発作時の対症薬として用いられる。一方で交感神経作用アミンとして、アデノシンが眠気を催す作用を阻害する効果も強い。それらの効果が現れる濃度範囲は広い一方で治療域は狭いため、喘息の長期管理薬としては他の薬が選ばれる。血中治療域は 10-20 µg/mL であり、中毒症状として震え、吐き気、いら立ち、頻拍や不整脈が現れる場合がある。